# Grenfell
Grenfell es un pueblo canadiense situado en la provincia de Saskatchewan.

## Superficie
Grenfell tiene una superficie de 3,14 km².

## Demografía
En 2021, tenía 1059 habitantes, una densidad poblacional de 337,2 hab./km², y 550 viviendas.